# Silver Mountain
Silver Mountain är ett svenskt hårdocksband som bildades 1978 i Malmö. Bandet bestod då av Jonas Hansson, sång/gitarr, Morgan Alm, gitarr, Ingemar Stenquist, basgitarr, samt Mårten Hedener, trummor.
Silver Mountains stil var tung, snabb och melodisk med klassiska influenser. Detta var början på den genre som idag betecknas nyklassisk metal.
Efter att bandet 1979 släppt en singel på egen etikett, Man of No Present Existence/Axeman and the Virgin, splittrades originaluppsättningen. Många lokala musiker spelade i Silver Mountain. Bland annat Trummisen Mats Bergentz (Mister Kite, Syron Vanes) som dessutom skrev de flesta texterna på debutalbumet Shakin´ Brains.
Så tidigt som 1982 fick Silver Mountain skivkontrakt med holländska Roadrunner Records. Bandet bestod då av Jonas Hansson, Per Stadin, bas samt bröderna Jens Johansson, keyboard och Anders Johansson, trummor. Året efter släpptes Shakin' Brains.
Albumet Universe släpptes 1984. Uppsättningen då var Jonas Hansson, gitarr, Christer Mentzer, sång, Per Stadin, bas, Erik Björn Nielsen, keyboard samt originalmedlemmen Mårten Hedener, trummor.
Tack vare Japans stora intresse för gruppen spelade man in en live-skiva, Hibiya - Live in Japan '85, 1985. Men återigen splittrades gruppen, medlemmar byttes ut och in kom Johan Dahlström, sång och Kjell Gustavsson, trummor. Inte förrän 1988 kom nästa studioalbum ut, Roses and Champagne, som mer lutar åt AOR-hållet.
1993 återförenades Alcatrazz och Jonas blev erbjuden jobbet som gitarrist. Graham Bonnet var redan bunden till ett annat projekt och istället bildades Jonas Hansson Band. Tre skivor med JHB gjordes under 90-talet ("No.1", "Second to none" och "The Rocks").
2001 bestämde sig medlemmarna från skivan Shakin' Brains att tillfälligt återförenas för att spela in albumet Breakin' Shains. Silver Mountain är i dagsläget ett vilande projekt men tidigare medlemmar har indikerat att det kan bli aktuellt med fler tillfälliga återföreningar.
Jonas Hansson har för övrigt skrivit filmmusik för Hollywood. Bl.a till trailers som "Hide and seek", "Liftarens guide till galaxen", "Legend of Zorro" m.fl.
Silver Mountains skivor har återutgivits på cd flera gånger. Senaste licensutgivningen kom ut 2009 på Metal Mind Records. Denna utgivning är numrerade upplagor i Digipak-format.

## Återförening 2010
Silver Mountain återförenades för en konsert på Pildammsteatern i Pildammsparken i Malmö den 4 september 2010. Denna kom till stånd efter en kampanj på Facebook. Silver Mountain var det första rockband som spelade på Pildammsteatern redan i slutet på 70-talet. Detta följdes av en massa konserter där, arrangerade av bland andra Julius och KB. Bandet var av amerikanska branschtidningar utpekade som "Best new band" och Jonas Hansson och Anders Johansson utnämnda till bästa gitarrist och bästa trummis i Europa. Första singeln "Man of No Present Existence" / "Axeman and the Virgin" har nått kultstatus världen över. Silver Mountain var det första svenska band som spelade in en Live-platta i Japan.

## Medlemmar
Senaste medlemmar
- Jonas Hansson – sång, gitarr
- Per Stadin – basgitarr
- Erik Björn Nielsen – keyboard
- Mats Bergentz – trummor

Tidigare medlemmar
- Morgan Alm – gitarr
- Ingemar Stenquist – basgitarr
- Martin Heath – trummor
- Anders Johansson – trummor (1981–1984)
- Jens Johansson – keyboard (1982–1984)
- Mårten Hedener – trummor
- Christer Mentzer – sång
- Johan Dahlström – sång
- Kjell Gustavsson – trummor
- Mats Olausson – keyboard (död 2015)
- Magnus Norling – gitarr
- Sonny Larsson – sång
- Knut Akselsen – sång
- Lars Johan Yngve "Yngwie Malmsteen" Lannerbäck – gitarr
- Mikael Lörnstam – basgitarr
- Peter Hartman – keyboard

## Diskografi

### Studioalbum
- 1983 – Shakin' Brains
- 1985 – Universe
- 1988 – Roses & Champagne
- 2001 – Breakin' Chains
- 2015 – Before the Storm

### Livealbum
- 1986 – Hibiya - Live in Japan '85

### Singlar
- 1979 – "Man of No Present Existence" / "Axeman and the Virgin"

### Samlingsalbum
- 1998 – Silver Mountain Best

### Video
- 2011 – A Reunion Live 2010 (DVD)